# Alchemilla delitescens
Alchemilla delitescens är en rosväxtart som beskrevs av A. Plocek. Alchemilla delitescens ingår i släktet daggkåpor, och familjen rosväxter. Inga underarter finns listade i Catalogue of Life.